# První slovinská republiková vláda
První slovinská republiková vláda (slovinsky Narodna vlada Slovenije či Ajdovska vlada) byla jmenována Předsednictvem Slovinské národněosvobozenecké rady (SNOS) 5. května 1945 v Ajdovščině.

## Historie
Po druhé světové válce vzniklo Slovinsko jako státní útvar v rámci jugoslávské federace. Sestavení vlády a především volba místa, kde ke vzniku vlády došlo, byly jasným vyjádřením k zahraničí, že Primorska – území připojené po první světové válce k Itálii – je integrální součástí Slovinska a Jugoslávie. Původně se zvažovalo, že by k ustavení vlády došlo v Črnomelji nebo v Terstu.
Mandát k sestavení vlády dostal od předsedy SNOSu Josipa Vidmara Boris Kidrič považovaný za číslo dvě po Edvardu Kardeljovi mezi slovinskými komunisty.
Mezi historiky však nepanuje úplná shoda, zda se jedná o skutečně první slovinskou vládu. Podle některých byla první slovinskou vládou ta, která vznikla 29. října 1918 v rámci Státu Slovinců, Chorvatů a Srbů.

## Složení vlády

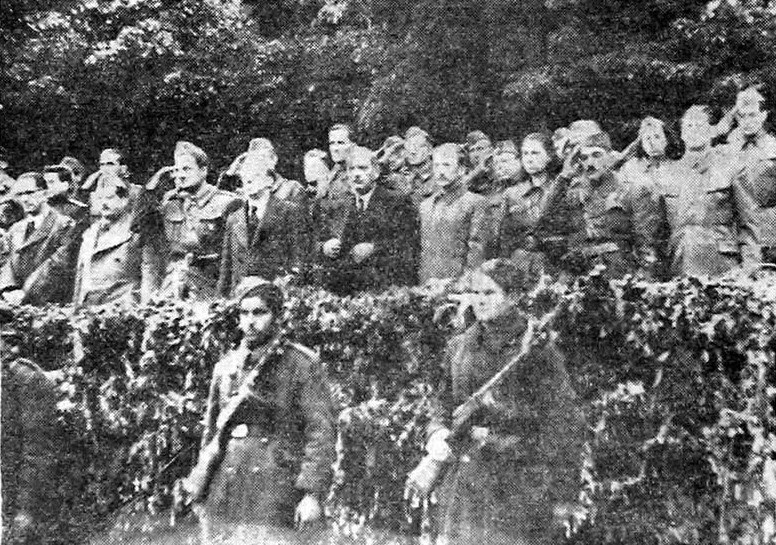
Ajdovska vlada, 5. května 1945

Předsednictvo SNOS jmenovalo 5. května 1945 vládu ve složení:
- předseda vlády: Boris Kidrič
- místopředseda vlády: dr. Marijan Brecelj
- ministr dopravy: Franc Snoj
- ministr financí: dr. Aleš Bebler
- ministr kultury: dr. Ferdo Kozak
- ministr lesnictví a dřevozpracující průmysl: Tone Fajfar
- ministr obchodu a zásobování: dr. Lado Vavpetič
- ministryně pro sociální politiku: Vida Tomšič
- ministr průmyslu a hornictví: Franc Leskošek
- ministr spravedlnosti: dr. Jože Pokorn
- ministr vnitra: Zoran Polič
- ministr výstavby: dr. Miha Kambič
- ministr zdravotnictví: dr. Marjan Ahčin
- ministr zemědělství: Janez Hribar